# Périctionè
Périctionè (en grec ancien : Περικτιόνη / Periktiónē ; Ve siècle av. J.-C.) est la mère du philosophe grec Platon.
Elle est une descendante de Solon, le législateur Athénien. Elle a été mariée à Ariston et a eu trois fils (Glaucon, Adimante, et Platon) et une fille (Potonè). Après la mort d'Ariston, elle se remarie à son oncle Pyrilampe, un homme d'État athénien. Elle a son cinquième enfant, Antiphon, avec lui. Antiphon apparaît dans Parménide de Platon.

## Œuvres attribuées
Deux œuvres faussement attribuées à Périctionè ont survécu sous forme de fragments, Sur l'Harmonie des Femmes et Sur la Sagesse. Les œuvres ne datent pas de la même époque et sont généralement attribuées à une Périctionè I et une Périctionè II. Le savant anglais Bentley suppose, au XVIIème siècle, que ces traités dont Stobée donne quelques lignes à lire sont l'œuvre d'un faussaire qui, pour se donner du crédit, les aurait diffusés sous le nom de la mère du fondateur de l'Académie. Sur l'Harmonie des Femmes porte sur les devoirs d'une femme envers son mari, son mariage et ses parents ; il est écrit en ionien et date probablement de la fin du IVe ou IIIe siècle av. J.-C.. Sur la Sagesse propose une définition philosophique de la sagesse ; il est écrit en grec dorien et date probablement du IIIe ou IIe siècle av. J.-C..

## Postérité

### Art contemporain
- Périctionè figure parmi les 1 038 femmes référencées dans l'œuvre d’art contemporain The Dinner Party (1979) de Judy Chicago. Son nom y est associé à Aspasie[6],[7].